# Hagenbach
Hagenbach é uma comuna francesa na região administrativa de Grande Leste, no departamento Alto Reno. Estende-se por uma área de 4,8 km². Em 2010 a comuna tinha 743 habitantes (densidade: 154,8 hab./km²).